# Sardela
Sardela (znanstveno ime Sardina pilchardus)  je riba iz družine sardel (Clupeidae), ki je razširjena od severovzhodnega Atlantika do Sredozemskega in Črnega morja..

## Opis in ekologija
Sardela je pogosta in gospodarsko pomembna pelaška riba, ki doseže v dolžino okoli 21 cm pri starosti osmih let, izjemoma pa lahko starejši primerki dosežejo celo do 27,5 cm. Najpogosteje se sardele zadržujejo na globinah med 10 in 100 metri v velikih jatah. Hranijo se s zooplanktonom. Spolno dozorijo po enem letu, ko dosežejo dolžino med 13 in 14 cm. Drst poteka v jati, posamezna samica pa odloži med 50 in 60.000 iker.
Hrbet sardele je zelene ali olivne barve, boki so zlatih odtenkov, trebuh pa je srebrnkast.

## Razširjenost in habitat
Sardela je razširjena od Islandije in južnih obalnih vod Norveške in Švedske do obal zahodne Afrike vse do Senegala. V Sredozemlju je pogosta ob zahodnih obalah in v Jadranskem morju, bolj redko pa se pojavlja ob vzhodnih sredozemskih obalah in v Črnem morju. Sardele se združujejo v velike jate, ki prepotujejo tudi daljše razdalje. Običajno se sicer zadržujejo blizu obal, lahko pa se podajo tudi do 100 km na odprto morje. Čez dan se jate zadržujejo na globinah med 25 in 55 metri, lahko pa se potopijo tudi do 100 m globoko. Ponoči se običajno zadržujejo bliže površini, na globinah med 10 in 35 metri.